# Eleição presidencial do Brasil no Rio Grande do Sul em 2010
O primeiro turno da eleição presidencial brasileira de 2010 foi realizada em 3 de outubro, como parte das eleições gerais naquele país. Neste pleito, os cidadãos brasileiros aptos a votar escolheram o sucessor do atual presidente, Luiz Inácio Lula da Silva. Nenhum dos candidatos recebeu mais do que a metade dos votos válidos, e um segundo turno foi realizado em 31 de outubro.
No Rio Grande do Sul, a candidata petista Dilma Rousseff venceu no primeiro turno da eleição com 46,95%, o candidato José Serra obteve 40,59% dos votos, a candidata do Partido Verde, Marina Silva obteve 11,33% dos votos; no segundo turno da eleição, José Serra obteve 50,94% dos votos, contra 49,04% de Dilma, a diferença entre eles foi de 119.446 votos, votos em branco foi de 148.409 votos, nulos foram de 168.223.

## Pesquisas
| Data                      | Instituto  | Candidato  | Candidato    | Candidato   | Nenhum / Não sabe |
| Data                      | Instituto  | Dilma (PT) | Serra (PSDB) | Marina (PV) | Nenhum / Não sabe |
| ------------------------- | ---------- | ---------- | ------------ | ----------- | ----------------- |
| 1-2 de outubro de 2010    | Datafolha  | 44%        | 36%          | 10%         | 9%                |
| 28-29 de setembro de 2010 | Datafolha  | 43%        | 35%          | 10%         | 11%               |
| 21-23 de setembro de 2010 | Ibope      | 49%        | 32%          | 10%         | -                 |
| 21-22 de setembro de 2010 | Datafolha  | 44%        | 36%          | 9%          | 8%                |
| 18-21 de setembro de 2010 | Vox Populi | 46%        | 31%          | 7%          | 16%               |
| 13-14 de setembro de 2010 | Datafolha  | 45%        | 34%          | 7%          | 13%               |
| 8-9 de setembro de 2010   | Datafolha  | 43%        | 38%          | 8%          | 10%               |
| 23-24 de agosto de 2010   | Methodus   | 43%        | 39%          | 7%          | 11%               |
| 11-13 de agosto de 2010   | Methodus   | 34,4%      | 46%          | 10,8%       | 7,1%              |
| 9-12 de agosto de 2010    | Datafolha  | 35%        | 43%          | 7%          | 14%               |
| 3-5 de agosto de 2010     | Ibope      | 42%        | 46%          | 5%          | 12%               |